# André-Joseph-Ghislain Le Glay
Pour les articles homonymes, voir Le Glay.
André-Joseph-Ghislain Le Glay, né le 29 octobre 1785 à Arleux (actuel département du Nord) et mort le 14 mars 1863 à Lille, est un médecin, historien et archiviste français.
Reçu docteur en médecine en 1812, il exerce à Cambrai, mais s'intéresse aussi vivement à l'histoire et à l'archéologie régionales. Ses publications des années 1810 ont pour résultat sa nomination en 1822 comme responsable des archives de la ville de Cambrai, poste dans lequel il étudie les fonds de plusieurs abbayes de la région. En 1834, le ministre de l'Instruction publique et historien François Guizot le charge, à titre expérimental, d'organiser les archives du département du Nord, mission dans laquelle il réussit pleinement et qui aboutit à la loi de 1838 sur l'organisation des archives publiques en France. Il fait aussi partie de la Commission historique départementale créée en 1839.
Joseph Le Glay, aujourd'hui peu connu, est pourtant un des protagonistes du mouvement historiographique du XIXe siècle, qui a permis de faire de l'histoire la science de « ce qui s’est réellement passé », selon la formule de Leopold von Ranke.

## Biographie

### Origines familiales et formation
Il est issu d'une famille assez aisée de censiers, comme celle de Philippe-Antoine Merlin (1754-1838), député aux États généraux (1789) et à la Convention nationale (1792), lui aussi né à Arleux. Jusqu'en 1790, année de la création des départements, Arleux fait partie de la province du Cambrésis, la paroisse d'Arleux dépendant du diocèse de Cambrai (siège archiépiscopal depuis 1560).
Il est le fils de Julien Leglay et de son épouse Henriette Demilly.
Joseph Le Glay a trois ans quand débute la Révolution française (juillet 1789), quatorze lorsque Napoléon Bonaparte devient Premier Consul de la République française (9 novembre 1799/18 Brumaire an VIII).
Il fait ses études secondaires au collège de Douai[pas clair], puis entre à la faculté de médecine de Paris où il est reçu docteur en août 1812. 
Il revient dans sa région d'origine pour exercer la médecine à Cambrai avec un certain succès[réf. nécessaire], tout en s’intéressant en amateur éclairé à l’histoire et à l’archéologie locales.

### Période de la Restauration (1815-1830): directeur des archives de Cambrai
Sous la Restauration, ses deux centres d’intérêt (médecine et histoire) le conduisent à publier en 1815 et 1816, un Indicateur cambrésien (1815), à finalité historique[pas clair] et un Almanach de la santé (1816), recueil de conseils d’hygiène, prélude à la série des nombreux travaux qui vont jalonner sa carrière d’historien et d’archiviste. 
Il ouvre un cours de botanique, rédige un catalogue des plantes selon le système de classement de Linné et contribue par ses recherches à une meilleure connaissance de l’histoire du Cambrésis. 
Ces travaux le font nommer en 1822 archiviste de la ville de Cambrai, emploi qui lui offre une première expérience de classement d’un fonds important, laissé en désordre depuis la Révolution française. En 1826, devenu bibliothécaire de la ville, il continue à publier des ouvrages embrassant toutes les périodes historiques, avec  une prédilection pour l’histoire religieuse, sans doute en raison de la richesse et la qualité des sources dont il dirige la conservation. On doit au docteur Le Glay la présentation exhaustive des fonds des abbayes de Cambrai, Marchiennes, Douai, Loos et Valenciennes. 
Cette recherche historique qui possède toutes les caractéristiques d’une ascèse aussi patiente que coupée du monde rapprochera le docteur Le Glay des bénédictins dont il était un spécialiste reconnu. De fait, il est un des pionniers qui participent en ce début du XIXe siècle au prodigieux essor des sciences historiques en France. Basée sur l’exploitation des sources écrites ainsi que sur l’émergence d’une érudition historique multiforme, cette histoire nouvelle favorise le foisonnement de sociétés savantes qui font découvrir à un public éclairé des pans entiers de l’histoire locale et nationale.
Le Glay, secrétaire perpétuel puis président de la Société d'émulation de la ville de Cambrai, outre d’être membre correspondant de la Société royale des antiquaires de France, participe à de très nombreuses académies françaises et étrangères jusqu’à la fin de sa vie.

### Sous la monarchie de Juillet (1830-1848): fondateur des Archives départementales du Nord
En 1834, sous la monarchie de Juillet, François Guizot, ministre de l'Instruction publique, décide de réorganiser le système des archives publiques. Comme département d'expérimentation, il choisit le Nord en raison de l'importance de ses archives et de l’urgence de leur classement (un millénaire d’histoire des comtes de Flandre correspondant à des milliers de pièces y étaient déposé sans aucun ordre). 
La réussite de Le Glay à Cambrai amène le ministère à le choisir pour diriger les archives du Nord ( mars 1835). En 1837, son fils Edward (1814-1894), chartiste, devient son adjoint. 
En 1838, Guizot fait voter la loi qui organise la conservation des archives publiques françaises, qui aboutit à la généralisation des archives départementales.
En 1843, Le Glay publie le premier guide d’archives départementales, une monumentale Histoire et description des archives générales du département du Nord, tandis que son fils rédige une Histoire des comtes de Flandre plusieurs fois rééditée.
En 1844 est inauguré, sous le patronage du roi Louis-Philippe, le nouveau bâtiment des archives du Nord dont les travaux ont débuté en 1840. Ce site, qui va servir de modèle à d'autres dépôts d’archives de France, ainsi que de Belgique, bénéficie d'une grande notoriété, recevant notamment la visite d’Augustin Thierry et de Jules Michelet, le premier pour alimenter son Recueil des monuments inédits de l'histoire du Tiers état, le second pour rédiger une partie de son Histoire de France.
Par ailleurs, dès la création en 1839 de la Commission historique du département du Nord, Joseph le Glay en est un membre actif, jouant un rôle déterminant dans cette instance, à l'origine de recherches régionales diverses (épigraphie, onomastique, archéologie, architecture, linguistique, etc.), et soucieuse de garder la mémoire, par des descriptions détaillées, de monuments aujourd'hui disparus voire de conserver certain.

### Mort et funérailles
À sa mort en 1863, Joseph Le Glay reçoit un hommage unanime de toutes les sociétés historiques auxquelles il participait mais plus encore de nombreuses notabilités avec lesquelles il était lié par un jeu d’alliances et de relations professionnelles particulièrement étendu d'abord à Cambrai, Lille, Douai mais aussi dans toute la Flandre dont le territoire, pour l'archiviste, a toujours constitué, au-delà des frontières nationales, une réalité concrète. 
Si le docteur Le Glay laisse une certaine fortune à ses enfants, son legs scientifique apparaît plus grand encore. On doit en effet à cet autodidacte d’avoir participé aux débuts de la science historique qui fleurira à la fin du XIXe siècle en France à travers la conservation attentive des sources documentaires et leur exploitation scrupuleuse par les chercheurs. 

## Œuvres
- 1815 : Indicateur cambrésien
- 1816 : Almanach de la santé
- 1825 : Recherches sur l'Église métropolitaine de Cambrai
- 1826 : Notice sur Hermoniacum, station romaine située entre Cambrai et Bavai - Notice sur un monument à Fénelon dans l'église-cathédrale de Cambrai
- 1827 : Programme de la fête communale de Cambrai précédé d'une notice sur les principales fêtes et cérémonies publiques qui ont eu lieu à Cambrai depuis le XIe siècle.
- 1829 : Conjonctures sur l'emplacement du champ de bataille où Jules César défit l'armée des Nerviens - Exposé analytique des travaux de la Société d'émulation de la ville de Cambrai depuis le 16 août 1823 jusqu'au 6 août 1824 (1824) - Lettres sur les duels judiciaires dans le nord de la France
- 1830 : Catalogue descriptif et raisonné des manuscrits de la bibliothèque de Cambrai
- 1831 : Captif (le) de Forestel, nouvelles du XIVe siècle suivies de notes historiques sur le bourg d'Arleux et autres lieux environnants
- 1839 : Correspondance de l'empereur Maximilien Ier et de Marguerite d'Autriche[15]
- 1845 : Négociations diplomatiques entre La France et l'Autriche durant les trente premières années du XVIe siècle[16]
- 1849 : Cameracum christianum ou Histoire ecclésiastique du Diocèse de Cambrai.

## Hommages
André-Joseph Le Glay est honoré à Arleux par un nom de rue, et peut-être aussi à Lille :
- rue André-Joseph Le Glay à Arleux
- rue Le Glay à Lille[17]